# Tephritis pini
Tephritis pini är en tvåvingeart som först beskrevs av Alexander Henry Haliday 1838.  Tephritis pini ingår i släktet Tephritis och familjen borrflugor. Inga underarter finns listade i Catalogue of Life.